# Vorm Dönberg
Vorm Dönberg ist eine Hofschaft im Norden der bergischen Großstadt Wuppertal.

## Lage und Beschreibung
Die Hofschaft liegt im Nordosten des Wohnquartiers Dönberg im Stadtbezirk Uellendahl-Katernberg auf einer Höhe von 212 m ü. NHN oberhalb des Deilbachs an der Stadtgrenze zu Velbert, Hattingen und Sprockhövel. 
Benachbarte Orte sind neben Dönberg die Wohnplätze und Hofschaften Brüggen, Am neuen Krusen, Franzdelle, Stopses, Krusen und die Wollbruchsmühle sowie die Hattinger Ortschaften Beek und Dunk. 
Der Wuppertaler Rundweg führt an Vorm Dönberg vorbei.

## Geschichte
Im 19. Jahrhundert gehörten Vorm Dönberg zu der Bauerschaft Nordrath in der Bürgermeisterei Hardenberg, die 1935 in Neviges umbenannt wurde. Damit gehörte es von 1816 bis 1861 zum Kreis Elberfeld und ab 1861 zum alten Kreis Mettmann. Durch die nordrhein-westfälische Gebietsreform kam Neviges mit Beginn des Jahres 1975 zur Stadt Velbert und Vorm Dönberg wurde mit benachbarten Dönberger Ortschaften in Wuppertal eingemeindet.
Im Gemeindelexikon für die Provinz Rheinland von 1888 werden ein Wohnhaus mit neun Einwohnern angegeben.